# Blattkäfer

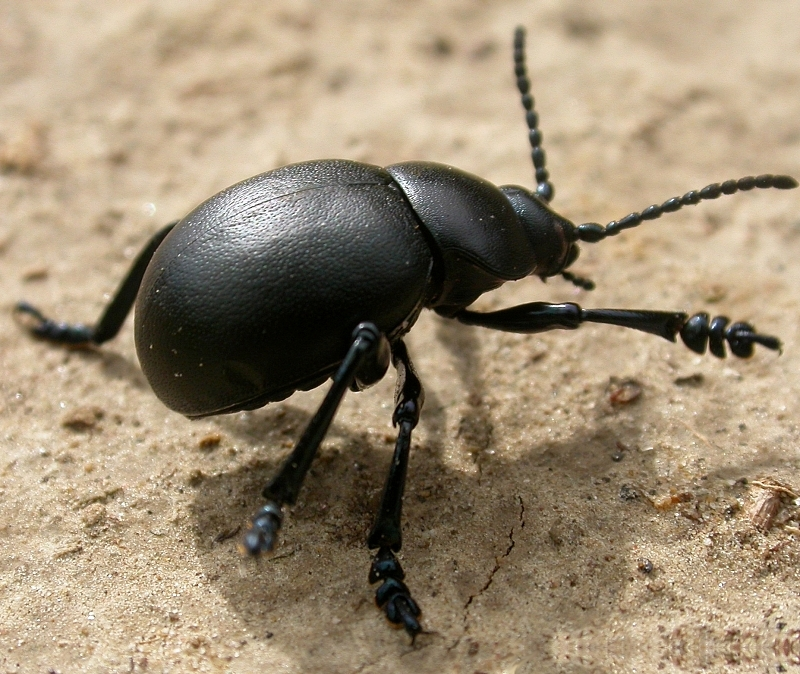
Tatzenkäfer (Timarcha tenebricosa)

Die Blattkäfer (Chrysomelidae) bilden mit rund 50.000 zurzeit beschriebenen, weltweit verbreiteten Arten eine große Familie unter den Käfern. Allein in Deutschland gibt es über 470 Arten. Als Pflanzenfresser sind Blattkäfer oft schädlich, z. B. Kartoffelkäfer, Erdflöhe, Spargelhähnchen, Pappelblattkäfer oder Erlenblattkäfer.

## Bau der Blattkäfer
Die Imagines der Blattkäfer sind klein bis mittelgroß, das heißt ihre Körpergröße liegt zwischen 1 und 18 Millimetern. Sie haben meistens eine gewölbte, eiförmige Körperform und sind oft metallisch glänzend oder bunt.
Der Kopf ist rundlich (ohne Rüssel). Die Fühler sind meistens kürzer, also maximal halb so lang wie der Torso. Das zweite Fühlerglied ist dabei normal groß (im Gegensatz zu den ihnen nah verwandten Bockkäfern). Die Fühlerglieder sind mehr oder weniger gleichförmig, höchstens zur Spitze hin können sie sich allmählich verdicken. Das erste Fühlerglied ist allerdings meistens stärker als die folgenden Fühlerglieder ausgebildet. Die Augen sind ebenfalls meistens rund. Der Halsschild ist unterschiedlich gerundet und nur ganz selten beulig vorgewölbt. Die ersten drei Sternite sind nicht verwachsen, stattdessen sind durchgehend Trennungsnähte vorhanden. Alle Blattkäfer haben Flügel. Die Flügel sind nur selten verkürzt und lassen maximal das letzte Tergit (Pygidium) frei. 
Die Schienen (Tibien) haben höchstens einen Enddorn, der meistens bis zu den Augen in den Halsschild (Pronotum) eingezogen ist. Die Fußformel ist scheinbar viergliedrig, mit einem breitlappigen dritten Glied. Meistens sind Blattkäfer kahl.
Die Larven sind gestreckt-walzenförmig, oft mit Warzen oder Fortsätzen.

## Lebensweise
Die Imagines ernähren sich meistens von Blättern, die sie benagen, skelettieren oder durchlöchern. Die Gattung Oreina ist montan bis alpin verbreitet, ist relativ groß (Imagines etwa 1 cm) und überaus bunt. Ihre Farben schillern im Sonnenschein wie Brillanten. Einige Arten nutzen in ihrem Wehrsekret das nach den Blattkäfern benannte Chrysomelidial.

## Fortpflanzung und Larvalentwicklung
Die Blattkäfer verpaaren sich zumeist polygam. Die Weibchen legen ihre Eier einzeln, häufchen- oder reihenweise auf ihren Futterpflanzen ab. Die Weibchen mancher Gattungen, z. B. Phaedon, versenken ihre Eier in flachgenagten Löchern oder Grübchen an Blättern, Stängeln und Zweigen. Weibchen aus anderen Unterfamilien, wie z. B. Clytrinae, Cassidinae und Cryptocephalinae, bedecken ihre Eier mit einer Kothülle (Skatoconche), um sie so vor Fraßfeinden zu schützen. Eine besondere Unterfamilie bilden die Donaciinae. Diese Käfer leben sowohl über als auch unter Wasser an Wasserpflanzen. Die Eier der Donaciinae werden in Gallerte gehüllt, reihenweise an Blätter über oder unter Wasser abgelegt. Die Larven bohren ihren Kopf in Wurzeln, Stängel oder auch schwimmende Blätter und saugen dabei die Pflanzensäfte.

## Unterfamilien und Arten (Auswahl)
- Samenkäfer (Bruchinae Latreille, 1802)

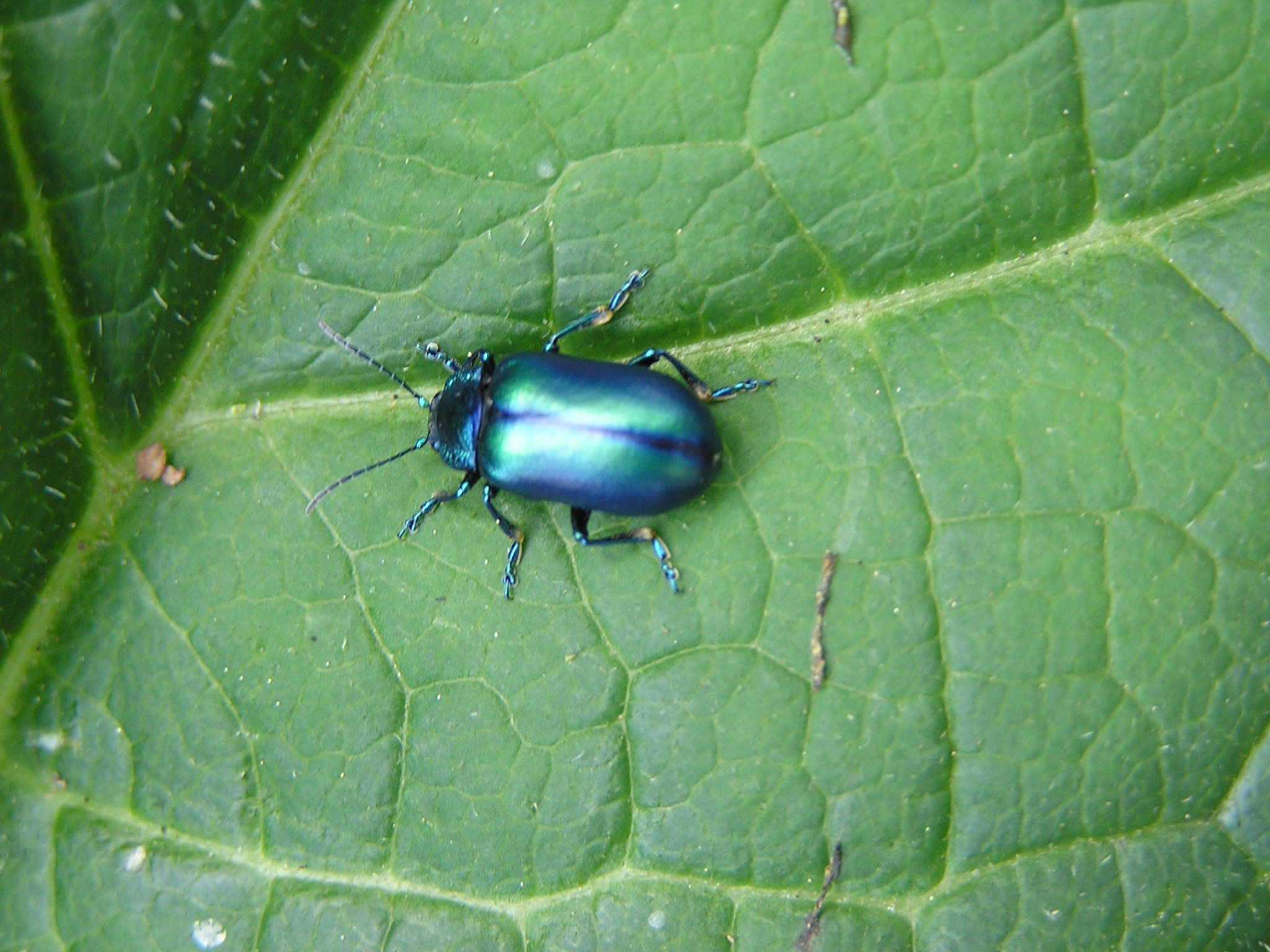
Blattkäfer Oreina cacaliae.

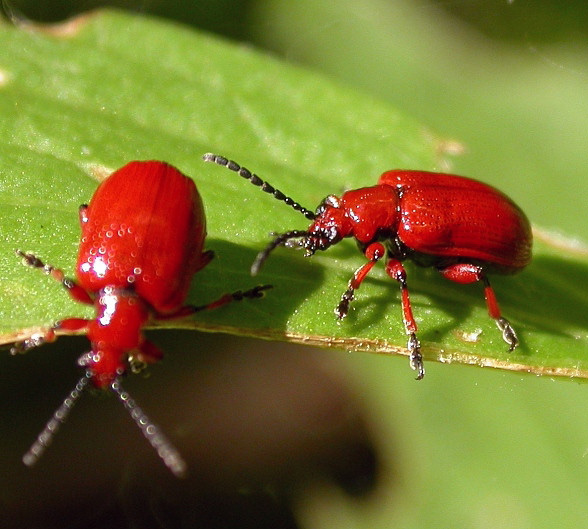
Maiglöckchenhähnchen (Lilioceris merdigera)

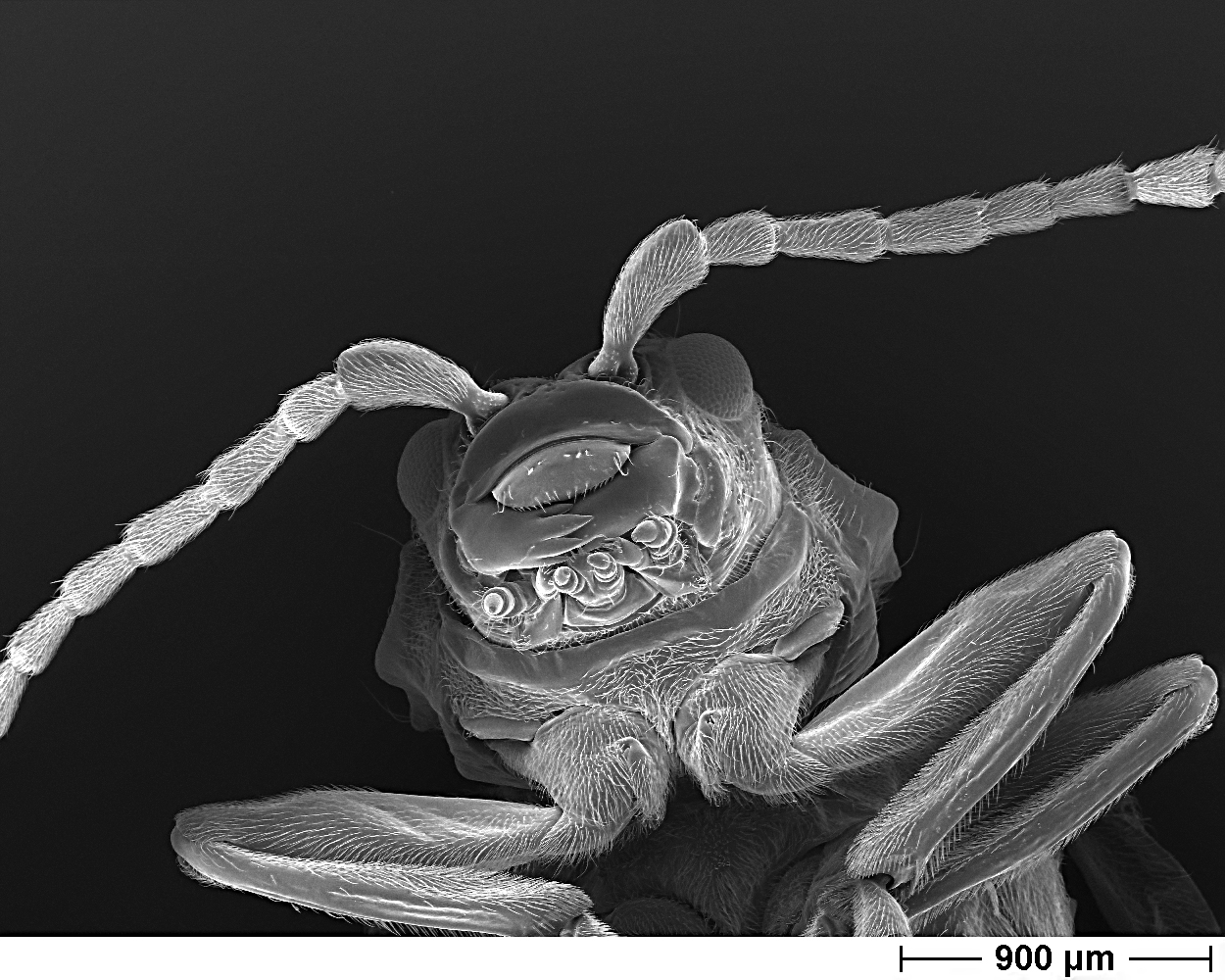
Seerosenblattkäfer (Galerucella nymphaeae), REM

- Schildkäfer (Cassidinae Gyllenhall, 1813)
  - Tribus Cassidini
    - Grüner Schildkäfer (Cassida viridis)

  - Tribus Hispini
    - Schwarzer Stachelkäfer (Hispa atra)
- Chrysomelinae Latreille, 1802
  - Rotsaum-Blattkäfer (Chrysomela sanguinolenta)
  - Kartoffelkäfer (Leptinotarsa decemlineata)
  - Pappelblattkäfer (Melasoma populi)
  - Himmelblauer Blattkäfer (Chrysolina coerulans)
  - Prächtiger Blattkäfer (Chrysolina fastuosa)
  - Tatzenkäfer (Timarcha tenebricosa)
  - Bläulichvioletter Tatzenkäfer (Timarcha goettingensis)
  - Breiter Weidenblattkäfer (Plagiodera versicolora)
  - Gefleckter Weidenblattkäfer (Melasoma vigintipunctata)
  - Veränderlicher Weidenblattkäfer (Phytodecta viminalis)
  - Blauer Weidenblattkäfer (Phratora vulgatissima)
  - Knöterichblattkäfer (Gastrophysa polygoni)
  - Grüner Sauerampferkäfer (Gastrophysa viridula)
  - Chrysolina sturmi
  - Pestwurz-Blattkäfer (Oreina cacaliae)
  - Gonioctena olivacea

- Criocerinae Latreille, 1807
  - Getreidehähnchen, z. B. Rothalsiges Getreidehähnchen (Oulema melanopus)
  - Gemeines Spargelhähnchen (Crioceris asparagi)
  - Zwölfpunkt-Spargelkäfer (Crioceris duodecimpunctata)
  - Lilienhähnchen (Lilioceris lilii)
  - Maiglöckchenhähnchen (Lilioceris merdigera)
- Fallkäfer (Cryptocephalinae Gyllenhall, 1813)
  - Tribus Cryptocephalini
    - Fünfpunkt-Fallkäfer (Cryptocephalus quinquepunctatus)
    - Sechspunkt-Fallkäfer (Cryptocephalus sexpunctatus)
    - Gebänderter Fallkäfer (Cryptocephalus vittatus)
    - Hieroglyphen-Scheckenkäfer (Pachybrachys hieroglyphicus)
    - Seidiger Fallkäfer oder Grünblauer Fallkäfer (Cryptocephalus sericeus)

  - Tribus Clytrini
    - Ameisen-Sackkäfer (Clytra laeviuscula)
    - Labidostomis tridentata

  - Tribus Fulcidacini (= Chlamidini)
- Donaciinae Kirby, 1837
  - Donacia aquatica
  - Grünlicher Schilfkäfer (Donacia clavipes)
  - Wasserschwaden-Schilfkäfer (Donacia semicuprea)
  - Macroplea pubipennis
  - Seidiger Rohrkäfer (Plateumaris sericea)
- Eumolpinae C. G. Thomson, 1859
  - Blauer Schwalbenwurzkäfer (Chrysochus asclepiadeus)
- Galerucinae Latreille, 1802
  - Tribus Galerucini
    - Behaarter Weidenblattkäfer (Galerucella lineola)
    - Seerosenblattkäfer (Galerucella nymphaeae)
    - Rainfarn-Blattkäfer (Galeruca tanaceti)
    - Galeruca pomonae
    - Braungelber Weidenblattkäfer (Lochmaea capreae)
    - Weißdornblattkäfer (Lochmaea crataegi)
    - Ulmenblattkäfer (Xanthogaleruca luteola)

  - Tribus Hylaspini
    - Blauer Erlenblattkäfer (Agelastica alni)

  - Tribus Luperini
    - Westlicher Maiswurzelbohrer (Diabrotica virgifera)
    - Exosoma lusitanicum
    - Schwarzer Weidenblattkäfer (Luperus luperus)
    - Helmkraut-Blattkäfer (Phyllobrotica quadrimaculata)

  - Tribus Flohkäfer (Alticini)
    - Gattung Erdflöhe (Psylliodes)
      - Großer Rapserdfloh (Psylliodes chrysocephala)

    - Gewelltstreifiger Kohlerdfloh (Phyllotreta undulata)
    - Gefleckter Pfeilgiftkäfer (Diamphidia nigroornata)

  - Tribus Sermylini
    - Sermylassa halensis
- Lamprosomatinae Lacordaire, 1848
- Sagrinae Leach, 1815
- Spilopyrinae Chapuis, 1874
- Synetinae LeConte & Horn, 1883

Die Orsodacnidae und die Megalopodidae wurden kürzlich als eigene Familie ausgegliedert. Die Zeugophorinae sind jetzt eine Unterfamilie der Megalopodidae.